# Graham Harman
Graham Harman (Iowa City, 9 mei 1968) is een Amerikaans filosoof. Hij houdt zich voornamelijk bezig met thema's in de metafysica en pleit voor het ongedaan maken van de linguïstische wending in de filosofie. Hij beschrijft zijn eigen ideeën als een 'objectgeoriënteerde ontologie' (object-oriented ontology). Samen met I.H. Grant, Quentin Meillassoux en Ray Brassier behoort hij ook tot de stroming van het speculatief realisme.
Zijn filosofisch vertrekpunt was de analyse van het gebruik van gereedschap in Martin Heideggers Sein und Zeit (1927). In dit werk vindt hij een metafysica van de dingen die een gepaste aandacht heeft voor het autonome bestaan van objecten. In die zin kritiseert Harman ook de fenomenologie omdat het alle objecten ondergeschikt maakt aan onze waarneming van die objecten. Objecten hebben ook een bestaan onafhankelijk van het menselijk perspectief erop.
Hij probeert in zijn boek immaterialism onder andere aan de hand van de VOC aan te tonen dat dit object niet is opgebouwd uit atomen of snaren (materiaal), maar dat dit object en andere op een andere manier bestaan en daarom andersoortige objecten zijn. Dit past in de object-georiënteerde ontologie. Het VOC-voorbeeld is overigens ontleend aan Leibniz en doet denken aan het schip van Theseus.